# Postcode lottery
Au Royaume-Uni, le terme « postcode lottery » fait référence à la façon avec laquelle la désignation des codes postaux, souvent peu en rapport avec les limites d’un gouvernement local, peut affecter les prix de l’assurance par exemple. Le terme est aussi utilisé pour faire référence à la façon avec laquelle les budgets locaux et les prises de décision sont faits par différents niveaux de services publics à différents endroits, tout particulièrement dans les services de santé et dans les services sociaux,.

## Plus en détail
Les codes postaux ont été conçus uniquement à des fins de tri et de direction du courrier et coïncident rarement avec les frontières politiques. Toutefois, avec le temps, ils sont devenus une référence géographique en soi puisque les codes postaux devinrent synonymes de certaines villes et districts. De plus, le code postal a été utilisé par des organisations à d’autres fins notamment pour les statistiques, les études de marché, le calcul des primes d'assurance automobile et des ménages.
Plusieurs groupes, surtout aux abords des concentrations urbaines, sont affectés d’une façon ou d’une autre par les associations faites avec les codes postaux. Un mouvement existe dans le Royal Borough of Windsor and Maidenhead qui consiste à changer les deux premiers caractères du code postal, de « SL » à « WM », par vanité, pour ne pas être associé avec Slough. Un homme d’affaires de Ilford souhaite avoir son code postal de district (IG1) changé en (E19) parce que ses clients ne se rendaient pas compte que son entreprise était basée à Londres.
Des résidents de West Heath souhaitent avoir leur code postal (SE2) changer en celui de la zone voisine (Bexleyheath), arguant du fait que les primes à l’assurance y étaient supérieures. Par ailleurs, des résidents de Kingston Vale (SW15) ont souhaité transformer leur code postal en celui de la zone voisine (Kingston upon Thames) pour les mêmes raisons[réf. nécessaire]. Des résidents de Denham, Buckinghamshire ont leur code postal associé avec Uxbridge, ce qui rend les livreurs confus.
Dans tous ces cas, Royal Mail a affirmé qu’il n’y avait « aucun espoir » de voir changer son code postal au vu de leur politique consistant à changer leurs codes postaux seulement an cas de changement dans leurs opérations. Ainsi, des résidents de la Péninsule de Wirral eurent leurs codes postaux (L - Liverpool) transformé en (CH - Chester) lorsqu’un nouveau bureau de tri fut ouvert.
Certaines zones postales outrepassent les frontières de l’Angleterre dans le pays de Galles et en Écosse.